# Serge Thériault
Pour les articles homonymes, voir Thériault.
Serge Thériault (né le 23 avril 1948) est un humoriste et acteur québécois. Il est connu du public québécois grâce à son association avec Claude Meunier dans Paul et Paul, Ding et Dong et La Petite Vie. Au cinéma, le public le connaît davantage pour son rôle de François dans la serie de films Les Boys (1997-2005) et Gaz Bar Blues (2003) pour lequel il gagne le prix Jutra du meilleur acteur.

## Biographie
Serge Thériault est né le 23 avril 1948 à Québec (Québec, Canada).

### Travail avec Claude Meunier
De 1976 à 1982, Thériault est membre du trio musical comique Paul et Paul (avec Jacques Grisé et Claude Meunier), qui se démarque par ses caricatures de stéréotypes sociaux.
Vers les années 1980, avec Claude Meunier, il fonde le duo humoristique Ding et Dong. En 1990, le duo sort une adaptation cinématographique : Ding et Dong, le film.[citation nécessaire]
De 1993 à 1998, il continue avec Meunier dans l'émission La Petite Vie, jouant le rôle de Môman. Le duo gagne le prix gémeaux pour "Meilleure interprétation : série ou spécial humoristique" en 1994, 1995, et 1997.

### Autres projets
En 1974, il devient animateur pour l'émission Du soleil à cinq cents en compagnie de Rina Cyr et Claude Lafortune, jusqu'en 1976. Le but de l'émission est d'inciter les jeunes à faire du bricolage avec des objets recyclés.
En 1990, il joue dans le film Rafales, un polar d'André Melançon.
Il apparaît régulièrement dans la saga des films Les Boys.
En 2004, il gagne le prix Jutra du meilleur acteur pour le film Gaz Bar Blues (sorti en 2003).

### 2010 à aujourd'hui: retraite
Dans les années 2010, Serge Thériault est moins présent sur la scène culturelle. Selon Claude Meunier, Serge Thériault aurait pris la décision de se retirer du showbizz, ce qui expliquerait qu'on ne le voit plus à la télé et qu'il n'était pas au spectacle hommage de Paul et Paul et au spectacle anniversaire du Club Soda (Je suis né un lundi… au Club Soda télédiffusé à l'automne 2012) pour le 30e anniversaire de la salle de spectacle.
En 2021, le film Dehors Serge dehors décrit la vie au quotidien de proches aidants qui soutiennent Thériault alors qu'il vit une « profonde dépression », s'étant isolé depuis au moins six ans,,.
Le 24 décembre 2023, Serge Thériault et Claude Meunier seront réunis pour un réveillon radiophonique sur les ondes d'ICI PREMIÈRE.

## Filmographie

### Cinéma
- 1972 : La Maudite Galette : Client du dépanneur
- 1973 : Tu brûles... tu brûles...
- 1974 : Les Beaux Dimanches : Rodolphe
- 1974 : Un fait accompli : François
- 1974 : Le temps d'une vente : Maurice
- 1975 : Gina : L'assistant caméraman
- 1975 : La Gammick : Fern
- 1979 : Au revoir à lundi : Client du Bar
- 1980 : Cordélia : Journaliste Gravel
- 1980 : Les Bons Débarras : Lucien
- 1981 : Une histoire comme une autre (voix)
- 1987 : Les Voisins : Georges
- 1990 : Un autre homme
- 1990 : Rafales
- 1990 : Ding et Dong, le film : Ding
- 1995 : Le Sphinx : Carbone
- 1997 : Les Boys : François
- 1998 : Un 32 août sur terre : Car driver
- 1998 : Les Boys 2 : François
- 2001 : Crème glacée, chocolat et autres consolations : Renaud (Père de Suzie)
- 2001 : Les Boys 3 : François
- 2003 : Gaz Bar Blues : François Brochu
- 2004 : Vendus : Michel Renaud
- 2005 : Les Boys 4 : François
- 2006 : Histoire de famille (Cinéma et Téléfilm) : Jean Calixa

### Télévision
- 1969 - 1974 : Quelle famille ! : Étienne Allaire
- 1973 : Du soleil à 5 cents (émission pour enfants)
- 1975 - 1977 : Avec le temps
- 1976 : Grand-Papa : Gaétan
- 1976 : La Fricassée (émission pour enfants)
- 1977 - 1980 : Jamais deux sans toi (première série) : Bernie Lacasse
- 1978 : Scénario : La Télévision du bonheur : Normand Rouleau
- 1978-1979 : Les Contes du Tsar
- 1981 - 1982 : Au jeu : co-animateur avec Josée Cusson
- 1982-1984 : S.O.S. j'écoute
- 1982 : Appelez-moi Stéphane (dans Les Beaux Dimanches) : Réjean
- 1990 : Avec un grand A : Françoise et Pierre et Céline : Pierre Christin
- 1990 : Jamais deux sans toi (seconde série) : Bernie Lacasse
- 1993 - 1998, 2023 : La Petite Vie : Môman (Jacqueline Paré)
- 1996 : Omertà : Guy Boisvert
- 1997 : Radio Enfer (troisième saison) : André Dufresne
- 1998 : Une voix en or : Steve Verrano
- 1999 : La Petite Vie : Le Bogue de l'an 2000 : Môman (Jacqueline Paré)
- 2002 : Bunker, le cirque : Simon Valcourt
- 2002 : La Petite Vie : Noël chez les Paré : Môman (Jacqueline Paré)
- 2005 : Le Négociateur : Lucien Cloutier
- 2009 : La Petite Vie : Noël Story : Môman (Jacqueline Paré)
- 2023 : La petite vie : Môman

## Distinctions
- 1994 : Prix Gémeaux de la meilleure interprétation dans une série ou un spécial humoristique pour « La petite vie » (prix remis conjointement à Serge Thériault et Claude Meunier)
- 1995 : Prix Gémeaux de la meilleure interprétation dans une série ou un spécial humoristique pour « La petite vie » (prix remis conjointement à Serge Thériault et Claude Meunier)
- 1995 : Trophée Coup de cœur lors du Gala MétroStar.
- 1997 : Prix Gémeaux de la meilleure interprétation dans une série ou un spécial humoristique pour l'épisode Le rêve de Môman de « La petite vie » (prix remis conjointement à Serge Thériault et Claude Meunier)
- 2003 : Prix Gémeaux de la meilleure interprétation humour : prix collectif avec tous les comédiens de « La petite vie : Noël chez les Paré
- 2004 : Prix Jutra du meilleur acteur dans un premier rôle pour le film Gaz Bar Blues[6].